# Rodolfo Rodríguez
Rodolfo Sergio Rodríguez (* 20. Januar 1956 in Montevideo) ist ein ehemaliger uruguayischer Fußballtorwart. Mit offiziell 78 Einsätzen in der Nationalmannschaft war er von 1985 bis 2011 Rekord-Auswahlspieler seines Landes.
Auf Vereinsebene spielte Rodríguez in seinem Heimatland sowie in Brasilien und Portugal Erstliga-Fußball.

## Karriere

### Verein
Rodolfo Rodríguez begann seine Karriere beim Club Atlético Cerro. 1976 wechselte er zum Spitzenverein Nacional Montevideo, bei dem er bis 1983 unter Vertrag blieb. Mit Nacional gewann er drei uruguayische Meistertitel sowie 1980 die Copa Libertadores und den Weltpokal.

Es folgten vier Jahre beim brasilianischen Verein FC Santos. 1988 wechselte Rodríguez nach Europa zum portugiesischen Klub Sporting Lissabon, bei dem er zwei Saisons lang spielte. 1991/92 ließ er seine Karriere beim EC Bahia ausklingen.

### Nationalmannschaft
Rodríguez nahm mit der Juniorennationalelf an der Junioren-Südamerikameisterschaft 1975 teil und holte mit diesem Team den Titel. Im Verlaufe des Turniers wurde von Trainer Walter Brienza sechsmal eingesetzt. 1976 wurde Rodríguez im Rahmen der in Recife ausgetragenen Qualifikationsspiele für die Olympischen Sommerspiele 1976 ebenfalls in der seinerzeit von Walter Brienza trainierten Auswahl Uruguays eingesetzt. Uruguay belegte bei dieser Qualifikation hinter Brasilien den Zweiten Platz. Da jedoch entgegen den Regularien des IOC, die eine Teilnahme von Profispielern untersagten, Erstliga-Akteure aufgestellt wurden, entschieden das Nationale Olympische Komitee (COU) und der uruguayische Fußballverband Asociación Uruguaya de Fútbol (AUF) zur Vermeidung einer Sanktion auf die Olympischen Spiele zu verzichten.
Bereits 1976 als 20-Jähriger debütierte Rodríguez in der uruguayischen A-Nationalmannschaft, die er von 1981 bis 1983 als Kapitän anführte. Er nahm der Weltmeisterschaft 1986 teil, bei der er hinter Fernando Álvez lediglich Ersatztorhüter war und nicht eingesetzt wurde. Zudem stand er bei der Copa América 1979 und bei Uruguays Gewinn der Copa 1983 jeweils im Kader.
 Auch gehörte er 1980 dem siegreichen Aufgebot Uruguays bei der Mundialito an. Offiziell bestritt Rodolfo Rodríguez von seinem Debüt am 6. Oktober 1976 bis zu seinem letzten Einsatz am 21. April 1986 78 Länderspiele (69 Gegentore) für Uruguay. Seit seinem 70. Länderspiel am 24. Februar 1985 war er Rekordnationalspieler, er löste Ángel Romano ab, der seit 1922 Rekordnationalspieler war. Rodríguez blieb 26 Jahre lang Rekordnationalspieler seines Landes. Am 9. Juli 2011 stellte Diego Forlán seinen Rekord ein und überbot ihn am 13. Juli.

### Titel

#### Verein
- Weltpokal mit Nacional Montevideo: 1980
- Copa Libertadores mit Nacional Montevideo: 1980
- Uruguayischer Meister mit Nacional Montevideo: 1977, 1980, 1983
- Campeonato Paulista mit dem FC Santos: 1984

#### Nationalmannschaft
- Mundialito: 1980
- Copa América: 1983
- Junioren-Südamerikameister 1975